# Храм Преображения Господня (Кишинёв)
Храм Преображения Господня (рум. Biserica Schimbarea la Față a Mîntuitorului) — храм Православной церкви Молдовы, расположенный в городе Кишинёве. Является памятником архитектуры национального значения, внесенным в Реестр памятников истории и культуры муниципия Кишинэу по инициативе Академии наук.
Это бывшая часовня «Святых Равноапостольных Константина и Елены» при гимназии № 2 для мальчиков (в межвоенный период — Военная средняя школа им. Михая Витязул), построенная между 1898—1902 гг. епархиальным архитектором Михаилом Степановичем Сероцинским. Строительство велось под контролем известного филантропа Константина Наместника. Иконописцы, приглашенные из Киева, в точности повторили росписи знаменитого киевского Владимирского собора, расписанного известными русскими художниками Васнецовым и Нестеровым. Колокола отливали в Ярославле. 19 мая 1902 года церковь была освящена и открыта.
По форме постройки храм представляет собой греческий крест с четырьмя столбами, на которые опирается круговой барабан купола. Внешний вид оформлен в духе русско-византийского стиля. Перед входом выстроено крыльцо с крепкими колоннами.
После полёта в космос Юрия Гагарина в 1961-м году по всему СССР стали открываться планетарии. Не могла без такого учреждения обойтись и столица одной из союзных республик — город Кишинёв. Здание церкви, закрытой в рамках политики антирелигиозности, было передано для размещения в нем планетария в силу специфики внутренней архитектуры и уже готового купольного пространства. Такова была судьба Храма Преображения Господня с 1962 года до тех пор, пока пожар не разорил его в 1990 году. Восстановление было очень дорогим, 24 октября 1991 года кишинёвский планетарий навсегда закрыли, а разрушенное здание было в конечном итоге возвращено православной церкви. Через несколько лет церковь была отремонтирована.

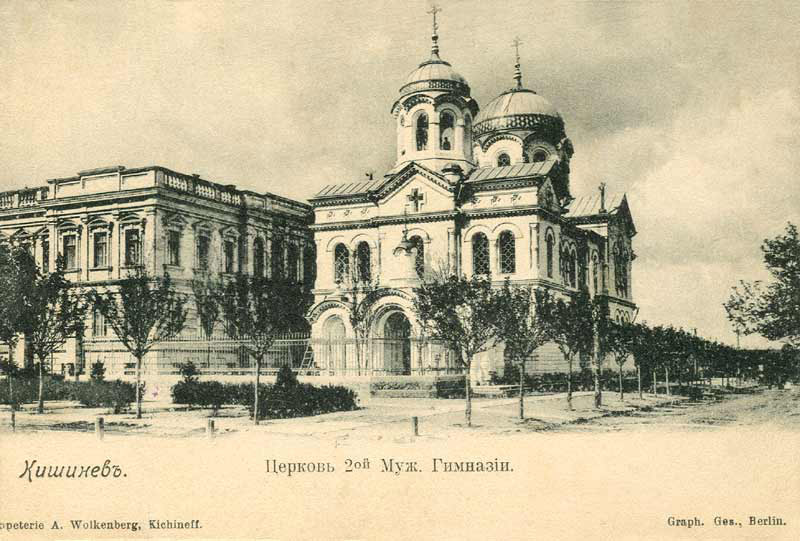
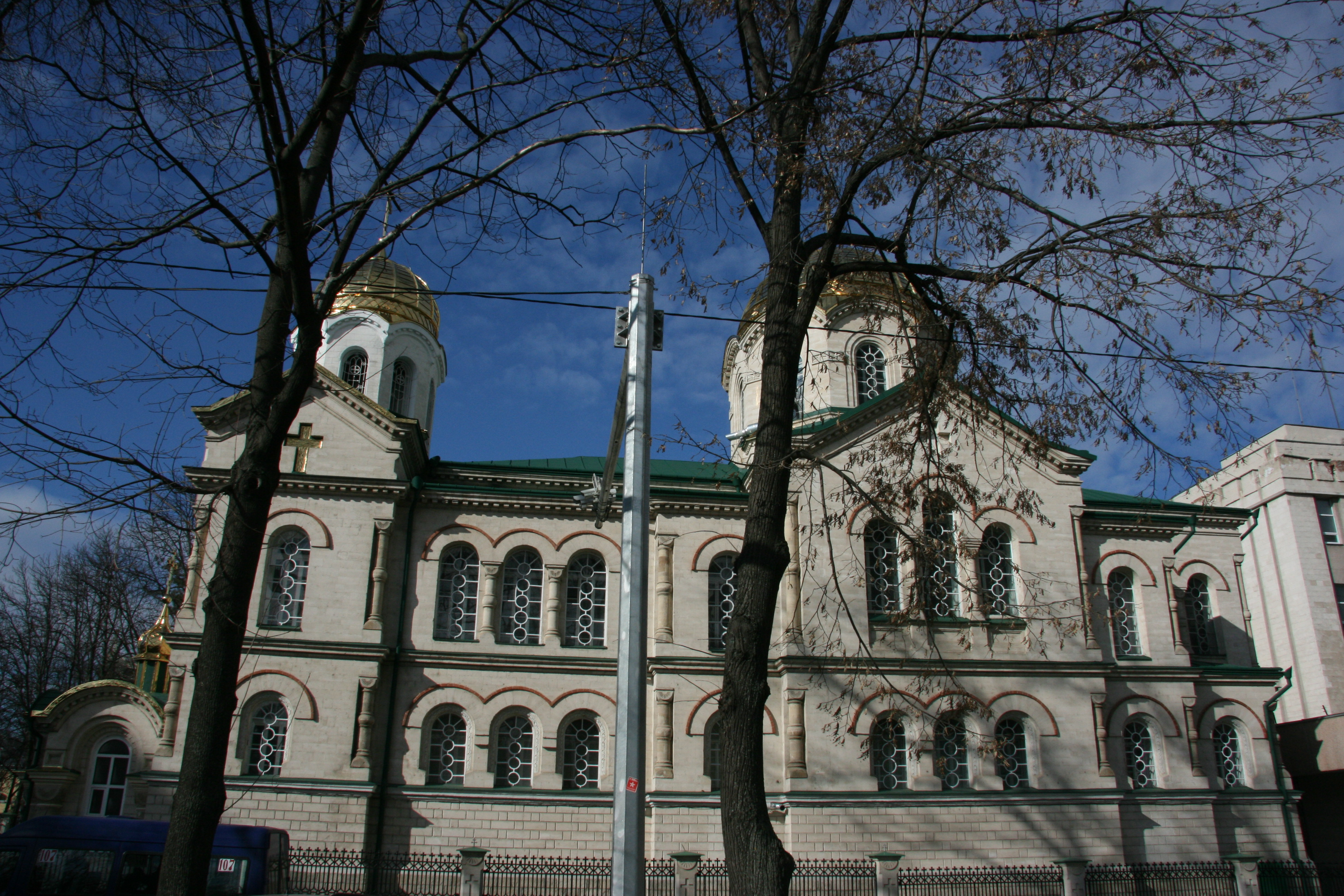
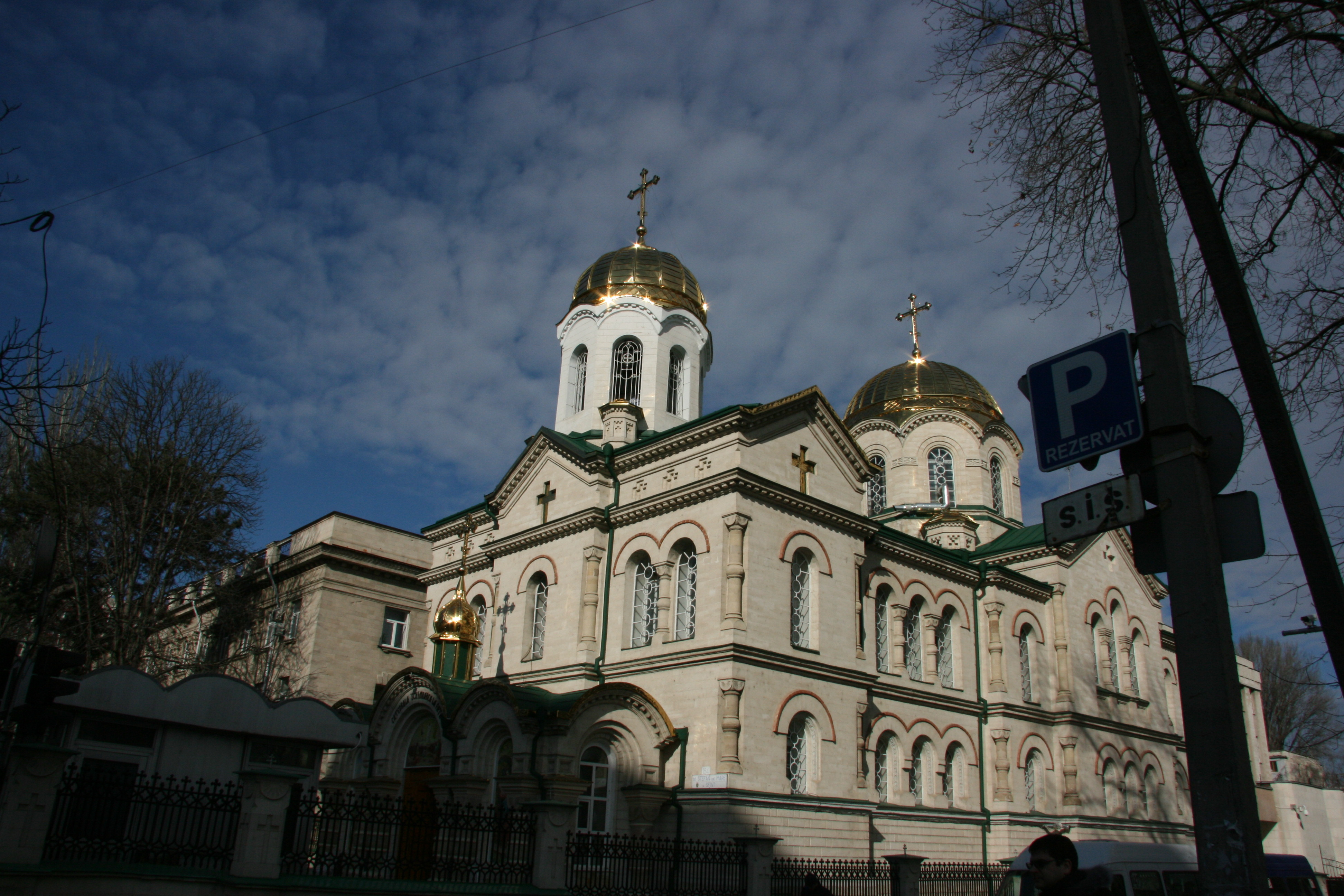
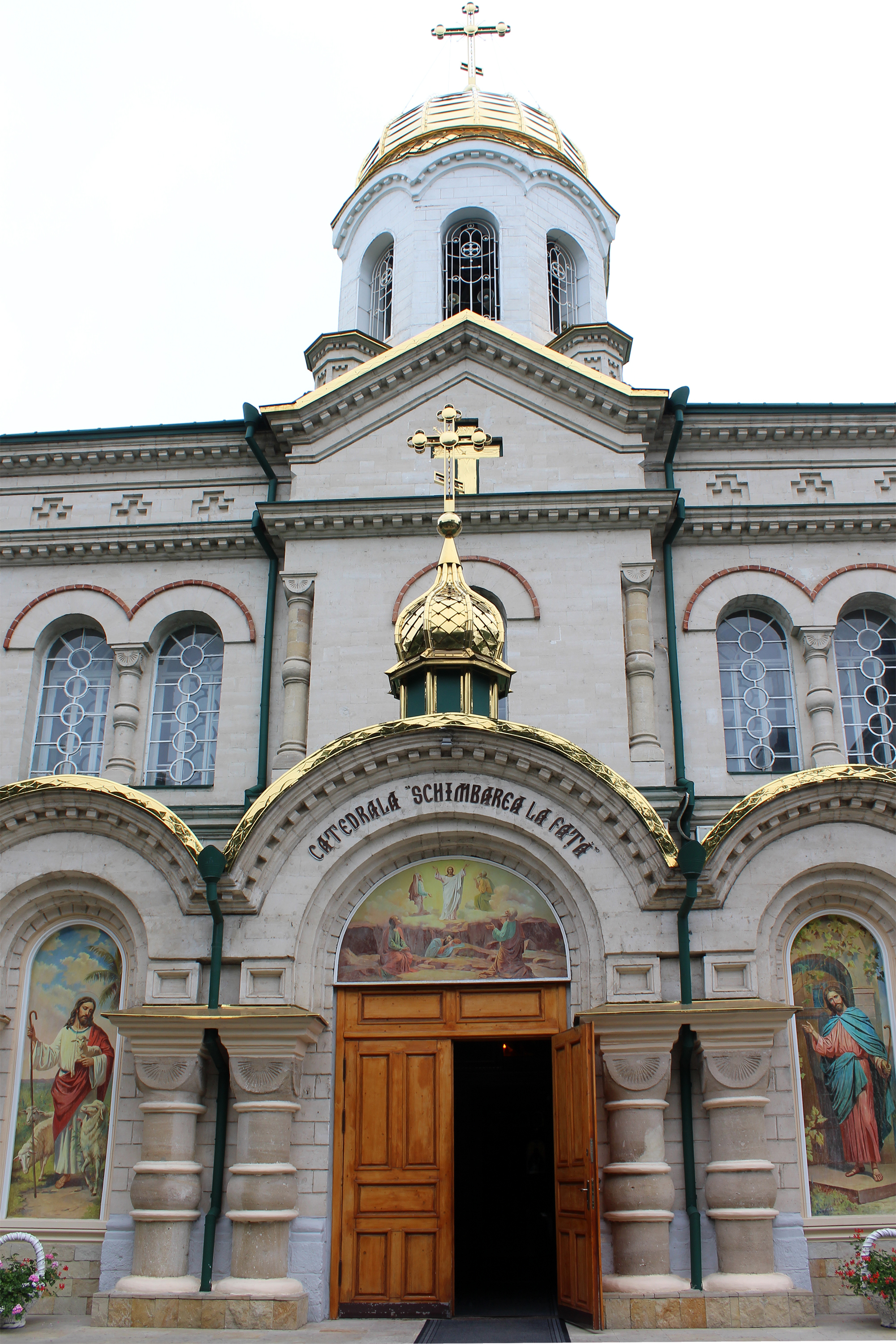